# Kolozsvári Akadémiai Bizottság

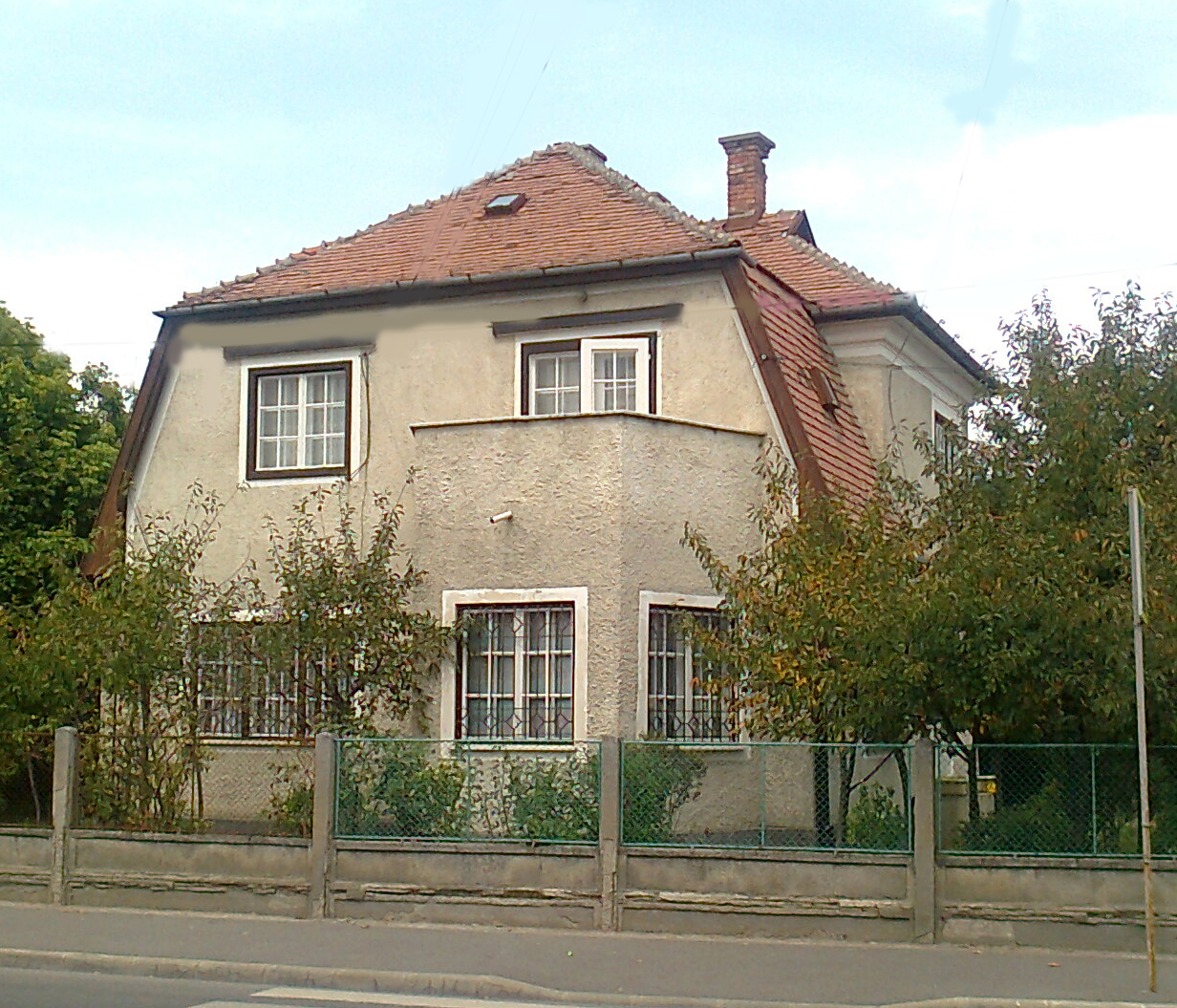
Székháza a Tamás András (ma Ion Ghica) utca 12 szám alatt

A Kolozsvári Akadémiai Bizottság (rövidítve KAB) a Magyar Tudományos Akadémia területi bizottsága, amelyet egy 2006-os döntés alapján 2007. január 1-jétől hozott létre. Ez első ilyen jellegű bizottság Magyarországon kívül, mivel Romániában található a legnagyobb létszámú határon kívüli magyar közösség, amely az alakuláskor 17 külső tagot és 392 köztestületi tagot számlált. 2010 elején 15 külső tagot és 507 köztestületi tagot tartanak számon Romániában.

## A KAB feladatai
A KAB legfőbb feladata az integrálás, a szervezés, a kapcsolatteremtés. A cél az, hogy megismerjék egymást, és folyamatos szakmai kapcsolatban legyenek elsősorban a romániai magyar kutatók, kutatóműhelyek, a felsőoktatás kutatással is foglalkozó oktatói. A kapcsolatteremtés következő, természetes köre: a romániai és a Kárpát-medencei tudományosság egésze, a nemzetközi tudományos világ, közvetlen partneri viszonyban a többi területi bizottsággal és felügyeleti szervével, a Magyar Tudományos Akadémiával.
2007-ben a KAB átvette a romániai külső tagok és köztestületi tagok nyilvántartását, megválasztotta a köztestületi képviseletet, a tisztségviselőit, elfogadta szervezeti és működési szabályzatát, és elindította szakbizottságai és munkabizottságai megszervezését. A KAB központja Kolozsváron van, szakbizottságai és regionális munkacsoportjai azonban ott jönnek létre, ahol a legnagyobb számban tömörülnek valamely szakterület kutatói.
A KAB további feladatai:
- Képviseli és támogatja a nyilvántartásában szereplő kutatókat, nyilvános fórumot biztosít számukra a szakmai eszmecserére. A tudományos kutatás és az elért eredmények megvitatásának ilyen fórumai a konferenciák, neves szakemberek előadásai, jubileumi ülésszakok és a tudományos élet egyéb jellegű találkozói. Különösen támogatja a KAB az interdiszciplináris megbeszéléseket, a regionális témák megvitatását, az országos és nemzetközi jellegű rendezvényeket. A KAB-klubban kötetlen kollegiális találkozásokat szerveznek.
- A romániai magyar nemzeti közösség felé igyekszik képviselni a tudományos közösséget. Arra törekszik, hogy közvetítse a tudományos ismereteket és eredményeket, képviselje a tudományosan megalapozott álláspontokat és véleményeket, növelje a tudás és a tudomány presztízsét. Ezzel óvni kívánja a közösséget az áltudományos nézetektől, a dilettantizmustól és provincializmustól, amely mindig fokozottabban veszélyezteti a peremrégiókat.

## A KAB elnökei
- Péntek János, 2007–2014
- Salat Levente, 2014–2017
- Néda Zoltán, 2017–2020
- Gábor Csilla, 2020–